# Moyeuvre-Grande
 Moyeuvre-Grande  es una población y comuna francesa, en la región de Lorena, departamento de Mosela, en el distrito de Thionville-Ouest y cantón de Moyeuvre-Grande.

## Demografía
| 15 146 | 14 568 | 12 523 | 10 287 | 9203 | 8994 |
| Para los censos de 1962 a 1999 la población legal corresponde a la población sin duplicidades (Fuente: INSEE [Consultar]) |        |        |        |      |      |